# Сталаг 17
Сталаг 17 (енгл. Stalag 17) је амерички ратни филм из 1953. године, режисера и продуцента Билија Вајлдера, који је заједно са Едвином Блумом адаптирао сценарио на основу истоимене бродвејске представе. Прича прати групу америчких ваздухопловаца који су током Другог светског рата затворени са 40.000 затвореника у логору за немачке ратне заробљенике „негде на Дунаву”. Филм се фокусира на једну конкретну касарну, где Американци посумњају да је један од њих доушник.
Главне улоге тумаче Вилијам Холден, Дон Тејлор, Ото Преминџер, Роберт Штраус, Харви Лембек, Питер Грејвс, Невил Бренд, Ричард Ердман, Мајкл Мур и Зиг Руман. Штраус и Лембек понављају своје улоге из оригиналне представе. Холден је за своју улогу освојио Оскара за најбољег глумца, док су Вајлдер и Штраус били номиновани за најбољег редитеља и најбољег споредног глумца респективно.

## Радња
У немачком логору за ратне заробљенике под називом „Сталаг 17” налази се 630 америчких ваздухопловаца, а надгледа их управник логора фон Шербах. У децембру 1944, људи из касарне 4 — предвођени „Хофијем” Хофманом и Френком Прајсом — организују бекство колега Манфредија и Џонсона. Њих двојица су убијени при покушају бекства, а затвореници верују да их је издао доушник. Сумња пада на Џеј Џеј Сефтона, предузимљивог циника који се отворено трампи са немачким чуварима за разне луксузе. Он такође креира профитабилне подухвате који одвлаче пажњу од свакодневнице логорског живота; ово укључује организовање трка пацова са опкладама, импровизовану дестилерију за производњу алкохола и импровизовани телескоп за шпијунирање Рускиња из суседног дела логора. Кларенс „Куки” Кук, који приповеда причу, служи као Сефтонов подређени.
Људи из касарне 4 дају све од себе да очувају здрав разум, што укључује гледање лудорија „Животиње” Кузаве и Харија Шапира, као и шверцовање радија како би слушали ратне вести. Њихов весели надзорник, Јохан Себастијан Шулц, тајно прикупља скривене поруке из шупље црне краљице са шаховске табле, и исправља запетљани гајтан висеће сијалице, који служи као сигнал између њега и доушника. Непосредно пре Божића, недавно заробљени поручник Данбар је распоређен у касарну 4 док не буде послат у логор за официре. Наредник Баградијан, који је стигао са Данбаром, открива да је Данбар монтирао темпирану бомбу у воз са муницијом и разнео га. Сефтон препознаје Данбара из официрске школе и верује да је прошао само због своје богате породице, стварајући напетост међу њима.
Шулц најављује да ће ускоро стићи инспектор да провери да ли се логор придржава Женевске конвенције, а Сефтон подмићује чуваре да га пусте да проведе дан са Рускињама. Шулц касније конфискује радио. Сматрајући да је Сефтон награђен за откривање радија, затвореници се суочавају с њим када се врати, али Сефтон пориче да је одговоран. Фон Шербах их прекида како би ухапсио Данбара као саботера; затвореници поново окривљују Сефтона, а затим га брутално претуку.
Следећег дана стиже инспектор из Женеве са пакетима Црвеног крста — они укључују 2.000 пинг-понг лоптица, које затвореници користе за прављење димних бомби. Инспектор се тада распитује о Данбару, те упозорава фон Шербаха да Данбар не може бити осуђен без доказа, како њему не би било суђено за ратне злочине. Фон Шербах предаје Шулцу црну краљицу да је испоручи доушнику. За време прославе Бадње вечери, Прајс потајно узима црну даму, чита скривену поруку, а затим ресетује сигнал. Сефтон, који се опоравља од батина, примећује сигнал и постаје сумњичав. Прајс натера Баградијана да открије методу Данбарове темпиране бомбе: он је убацио запаљену цигарету у кутију за шибице. Те ноћи, сирена за ваздушни напад приморава затворенике да се евакуишу; Сефтон се крије и види како Прајс прича немачки са Шулцом и открива му метод темпиране бомбе као доказ против Данбара.
На Божић, СС-овци стижу да одведу Данбара у Берлин. Док Хофи наређује Прајсу да чува Сефтона (за кога се и даље верује да је доушник), он окупља људе да спасу Данбара. Побуна и запаљена димна бомба ометају чуваре, а Данбара сакривају у водоторањ захода. Након што фон Шербах запрети да ће сравнити логор, људи из касарне 4 одлучују да један од њих мора да помогне Данбару да побегне. Прајс се пријављује, а Сефтон га коначно оптужује да је немачки шпијун. Сефтон испитује Прајса и открива свима систем за размену порука који је користио; затвореници су убеђени и Прајс покушава да побегне, али га брзо обуздавају.
Очекујући великодушну награду, Сефтон одлучује да лично спаси Данбара. Он се враћа по поручника, а затвореници избацују Прајса из бараке са конзервама везаним за његову ногу. Прајс привлачи рефлекторе свих стражарских кула и бива упуцан; Сефтон и Данбар беже усред насталог хаоса. Лежећи на свом кревету, Куки звижди мелодију песме „When Johnny Comes Marching Home”.

## Улоге
| Глумац          | Улога                          |
| --------------- | ------------------------------ |
| Вилијам Холден  | Џеј Џеј Сефтон                 |
| Дон Тејлор      | поручник Џејмс Данбар          |
| Ото Преминџер   | пуковник фон Шербах            |
| Роберт Штраус   | Станислас „Животиња” Кузава    |
| Харви Лембек    | Хари Шапиро                    |
| Ричард Ердман   | „Хофи” Хофман                  |
| Питер Грејвс    | Френк Прајс                    |
| Невил Бренд     | Дјук                           |
| Мајкл Мур       | Манфреди                       |
| Питер Болдвин   | Џонсон                         |
| Зиг Руман       | наредник Јохан Себастијан Шулц |
| Робинсон Стоун  | Џои                            |
| Роберт Шоли     | „Блонди” Питерсон              |
| Вилијам Пирсон  | Марко „Поштар”                 |
| Гил Сратон      | Кларенс Харви „Куки” Кук       |
| Џеј Лоренс      | наредник Баградијан            |
| Ервин Калзер    | човек из Женеве                |
| Едмунд Трцински | „Триз” Трцински                |